# أوزفالدو سايز
أوزفالدو سايز (بالإسبانية: Osvaldo Sáez) (و. 1923 – 1959 م) هو لاعب كرة قدم من تشيلي، ولد في سان فيليبي، شارك في كأس العالم 1950، وكأس أمريكا الجنوبية 1947، وكأس أمريكا الجنوبية 1946، وكأس أمريكا الجنوبية 1953، مركز لعبه هو لاعب وسط، توفي في تشيلي، عن عمر يناهز 36 عاماً.

## روابط خارجية
- أوزفالدو سايز على موقع الاتحاد الدولي (مؤرشف)  (الإنجليزية)
- أوزفالدو سايز على موقع ناشيونال فوتبول تيمز (الإنجليزية)
- أوزفالدو سايز على موقع Soccerway.com (الإنجليزية)
- أوزفالدو سايز على موقع عالم كرة القدم.نت (الإنجليزية)